# Cayman Islands FA Cup
La Coppa delle Isole Cayman (Cayman Island FA Cup) è una competizione calcistica organizzata federazione calcistica delle Isole Cayman. Questo torneo è il più longevo del panorama nazionale e venne creato prima del campionato.
Le informazioni relative alle vittorie sono parziali in quanto riferite solo alle edizioni più recenti della manifestazione.

## Albo d'oro
| Stagione | Campione               | Risultato   | Finalista              |
| -------- | ---------------------- | ----------- | ---------------------- |
| 1995/96  | East End United        |             |                        |
| 1996/97  | sconosciuto            | sconosciuto | sconosciuto            |
| 1997/98  | George Town SC         |             |                        |
| 1998/99  | sconosciuto            | sconosciuto | sconosciuto            |
| 1999/00  | sconosciuto            | sconosciuto | sconosciuto            |
| 2000/01  | Bodden Town FC         | 3 - 0       | Scholars International |
| 2001/02  | George Town SC         | 4 - 0       | Scholars International |
| 2002/03  | Scholars International | 2 - 1       | Bodden Town FC         |
| 2003/04  | Latinos FC             | 2 - 1       | George Town SC         |
| 2004/05  | Western Union FC       | 2 - 0       | Scholars International |
| 2005/06  | Scholars International | 2 - 0       | Money Express          |
| 2006/07  | Latinos FC             | 3 - 0       | Elite SC               |
| 2007/08  | Scholars International | 1 - 0       | Elite SC               |
| 2008/09  | Bodden Town FC         | 3 - 1       | Elite SC               |
| 2009/10  | George Town SC         | 1 - 0       | Tigers FC              |
| 2010/11  | George Town SC         | 5 - 0       | Cayman Athletic SC     |
| 2011/12  | Scholars International | 1 - 0       | George Town SC         |

- NB: L'edizione del 2009 è la 43ª[1].

## Vittorie per squadra
| Squadra                | Vittorie |
| ---------------------- | -------- |
| George Town            | 4        |
| Scholars International | 4        |
| Bodden Town            | 2        |
| Latinos                | 2        |
| East End Utd           | 1        |
| Western Union          | 1        |